# Liga ACB 2014-15
La temporada 2014-15 de la Liga Endesa fue la 32.ª temporada de la liga española de baloncesto. La liga regular se disputó del 5 de octubre de 2014 al 24 de mayo de 2015. Los playoffs por el título comenzaron el 28 de mayo de 2015 y terminaron el 24 de junio de 2015.

## Equipos participantes

### Equipos ascendidos y descendidos
| Pos | Ascendidos a Liga Endesa |
| --- | ------------------------ |
| 1º  | MoraBanc Andorra         |
| 2º  | Ford Burgos              |

| Pos | Descendidos a Liga Adecco Oro |
| --- | ----------------------------- |
| 17º | La Bruixa d'Or Manresa        |
| 18º | MyWigo Valladolid             |

### Datos de los equipos participantes
| Equipo                      | Presidente             | Entrenador          | Ciudad                     | Pabellón                 | Aforo  | Marca    |
| --------------------------- | ---------------------- | ------------------- | -------------------------- | ------------------------ | ------ | -------- |
| Baloncesto Sevilla          | Fernando Moral         | Luis Casimiro       | Sevilla                    | San Pablo                | 7.626  | Spalding |
| CAI Zaragoza                | Reynaldo Benito        | Joaquín Ruiz        | Zaragoza                   | Príncipe Felipe          | 11.000 | Mercury  |
| Dominion Bilbao Basket      | Jon Davalillo          | Sito Alonso         | Bilbao                     | Bilbao Arena             | 10.014 | KON      |
| F. C. Barcelona             | Josep Maria Bartomeu   | Xavier Pascual      | Barcelona                  | Palau Blaugrana          | 8.000  | Nike     |
| FIATC Joventut              | Jordi Villacampa       | Salva Maldonado     | Badalona                   | Olímpico de Badalona     | 12.500 | Spalding |
| Gipuzkoa Basket             | Gorka Ramoneda         | Jaume Ponsarnau     | San Sebastián              | Illumbe                  | 11.000 | Elements |
| Herbalife Gran Canaria      | Joaquín Costa          | Aíto García Reneses | Las Palmas de Gran Canaria | Gran Canaria Arena       | 10.100 | Spalding |
| Iberostar Tenerife          | Félix Hernández        | Alejandro Martínez  | San Cristóbal de La Laguna | Santiago Martín          | 5.000  | Austral  |
| La Bruixa d'Or Manresa      | Josep Vives            | Pedro Martínez      | Manresa                    | Nou Congost              | 5.000  | Joma     |
| Laboral Kutxa Baskonia      | José Antonio Querejeta | Ibon Navarro        | Vitoria                    | Fernando Buesa Arena     | 15.504 | Hummel   |
| Montakit Fuenlabrada        | José Quintana          | Jesús Sala          | Fuenlabrada                | Fernando Martín          | 5.300  | Luanvi   |
| MoraBanc Andorra            | Gorka Aixàs            | Joan Peñarroya      | Andorra la Vieja           | Polideportivo de Andorra | 4.000  | Luanvi   |
| Movistar Estudiantes        | Juan Francisco García  | Txus Vidorreta      | Madrid                     | Barclaycard Center       | 12.500 | Joma     |
| Real Madrid                 | Florentino Pérez       | Pablo Laso          | Madrid                     | Barclaycard Center       | 12.500 | Adidas   |
| Río Natura Monbús Obradoiro | Raúl López             | Moncho Fernández    | Santiago                   | Multiusos Fontes do Sar  | 6.000  | Vive     |
| UCAM Murcia                 | Luis Carabante         | Diego Ocampo        | Murcia                     | Palacio de Deportes      | 7.454  | Spalding |
| Unicaja Málaga              | Eduardo García         | Joan Plaza          | Málaga                     | Martín Carpena           | 11.300 | Spalding |
| Valencia Basket             | Pablo Marín            | Carles Durán        | Valencia                   | Fuente de San Luis       | 9.000  | Luanvi   |

### Equipos por territorios
| Comunidad autónoma   | N.º | Equipos                                                          |
| -------------------- | --- | ---------------------------------------------------------------- |
| Cataluña             | 3   | F. C. Barcelona, FIATC Joventut y La Bruixa d'Or Manresa         |
| Comunidad de Madrid  | 3   | Montakit Fuenlabrada, Movistar Estudiantes y Real Madrid         |
| País Vasco           | 3   | Dominion Bilbao Basket, Gipuzkoa Basket y Laboral Kutxa Baskonia |
| Andalucía            | 2   | Baloncesto Sevilla y Unicaja                                     |
| Canarias             | 2   | Herbalife Gran Canaria y Iberostar Tenerife                      |
| Aragón               | 1   | CAI Zaragoza                                                     |
| Comunidad Valenciana | 1   | Valencia Basket                                                  |
| Galicia              | 1   | Río Natura Monbús Obradoiro                                      |
| Región de Murcia     | 1   | UCAM Murcia                                                      |
| País                 | Nº  | Equipos                                                          |
| Andorra              | 1   | MoraBanc Andorra                                                 |

### Cambios de Entrenador
| Equipo                 | Entrenador saliente | Motivo          | Fecha                   | Sustituido por       | Fecha de contratación   | Posición en liga |
| ---------------------- | ------------------- | --------------- | ----------------------- | -------------------- | ----------------------- | ---------------- |
| La Bruixa d'Or Manresa | Pere Romero         | Fin de contrato |                         | Pedro Martínez       | 2 de agosto de 2014     | 17º (2013–14)    |
| Gipuzkoa Basket        | Sito Alonso         | Dimisión        | 2 de junio de 2014      | Jaume Ponsarnau      | 22 de julio de 2014     | 10º (2013–14)    |
| Herbalife Gran Canaria | Pedro Martínez      | Fin de contrato | 10 de junio de 2014     | Aíto García Reneses  | 16 de julio de 2014     | 5º (2013–14)     |
| Bilbao Basket          | Rafa Pueyo          | Fin de contrato | 12 de junio de 2014     | Sito Alonso          | 17 de junio de 2014     | 14º (2013–14)    |
| UCAM Murcia            | Marcelo Nicola      | Fin de contrato | 19 de junio de 2014     | Diego Ocampo         | 1 de julio de 2014      | 13º (2013–14)    |
| Laboral Kutxa Baskonia | Sergio Scariolo     | Destitución     | 26 de junio de 2014     | Marco Crespi         | 7 de agosto de 2014     | 6º (2013–14)     |
| Baloncesto Sevilla     | Aíto García Reneses | Dimisión        | 7 de julio de 2014      | Scott Roth           | 29 de julio de 2014     | 7º (2013–14)     |
| CAI Zaragoza           | José Luis Abós      | Dimisión        | 4 de agosto de 2014     | Joaquín Ruiz Lorente | 4 de agosto de 2014     | 8º (2013–14)     |
| Laboral Kutxa Baskonia | Marco Crespi        | Destitución     | 13 de noviembre de 2014 | Ibon Navarro         | 13 de noviembre de 2014 | 12º              |
| Montakit Fuenlabrada   | Luis Casimiro       | Destitución     | 6 de enero de 2015      | Hugo López           | 8 de enero de 2014      | 17º              |
| Valencia Basket        | Velimir Perasović   | Destitución     | 22 de enero de 2015     | Carles Durán         | 22 de enero de 2015     | 6º               |
| Baloncesto Sevilla     | Scott Roth          | Destitución     | 22 de enero de 2015     | Luis Casimiro        | 30 de enero de 2015     | 18º              |
| Montakit Fuenlabrada   | Hugo López          | Destitución     | 6 de abril de 2015      | Jesús Sala           | 6 de abril de 2015      | 18º              |

## Detalles de la competición liguera

### Clasificación de la liga regular
| Pos | Equipo                      | J  | G  | P  | P.F.  | P.C.  | +/-  | Clasificación                                |
| --- | --------------------------- | -- | -- | -- | ----- | ----- | ---- | -------------------------------------------- |
| 1   | Real Madrid                 | 34 | 27 | 7  | 2.903 | 2.640 | +263 | Clasificados para los Playoffs por el título |
| 2   | F. C. Barcelona             | 34 | 25 | 9  | 2.806 | 2.455 | +351 | Clasificados para los Playoffs por el título |
| 3   | Unicaja Málaga              | 34 | 25 | 9  | 2.644 | 2.490 | +154 | Clasificados para los Playoffs por el título |
| 4   | Dominion Bilbao Basket      | 34 | 20 | 14 | 2.559 | 2.514 | +45  | Clasificados para los Playoffs por el título |
| 5   | Valencia Basket             | 34 | 20 | 14 | 2.817 | 2.675 | +142 | Clasificados para los Playoffs por el título |
| 6   | Laboral Kutxa Baskonia      | 34 | 19 | 15 | 2.834 | 2.669 | +165 | Clasificados para los Playoffs por el título |
| 7   | FIATC Joventut              | 34 | 19 | 15 | 2.652 | 2.624 | +28  | Clasificados para los Playoffs por el título |
| 8   | Herbalife Gran Canaria      | 34 | 18 | 16 | 2.638 | 2.636 | +2   | Clasificados para los Playoffs por el título |
| 9   | CAI Zaragoza                | 34 | 18 | 16 | 2.512 | 2.578 | -66  |                                              |
| 10  | UCAM Murcia                 | 34 | 17 | 17 | 2.621 | 2.660 | -39  |                                              |
| 11  | Iberostar Tenerife          | 34 | 16 | 18 | 2.651 | 2.619 | +32  |                                              |
| 12  | Río Natura Monbús Obradoiro | 34 | 15 | 19 | 2.467 | 2.535 | -68  |                                              |
| 13  | Movistar Estudiantes        | 34 | 14 | 20 | 2.509 | 2.615 | -106 |                                              |
| 14  | Morabanc Andorra            | 34 | 12 | 22 | 2.549 | 2.615 | -66  |                                              |
| 15  | Baloncesto Sevilla          | 34 | 12 | 22 | 2.462 | 2.673 | -211 |                                              |
| 16  | La Bruixa d'Or Manresa      | 34 | 11 | 23 | 2.456 | 2.672 | -216 |                                              |
| 17  | Gipuzkoa Basket             | 34 | 10 | 24 | 2.409 | 2.648 | -239 |                                              |
| 18  | Montakit Fuenlabrada        | 34 | 8  | 26 | 2.533 | 2.718 | -185 |                                              |

### Resultados
| Local \ Visitante      | SEV    | CAI     | DBB   | FCB    | CJB   | GBC    | HGC    | TFE    | BXA    | LBO    | FUE   | MBA   | MOV   | RMB   | RNM   | UCM    | UNI     | VBC   |
| Baloncesto Sevilla     |        | 77–73   | 80–69 | 85–74  | 77–70 | 61–76  | 75–83  | 87–96  | 72–80  | 83–91  | 68–71 | 57–77 | 74–65 | 72–81 | 86–60 | 83–96  | 75–70   | 79–72 |
| CAI Zaragoza           | 97–99  |         | 76–64 | 67–103 | 74–79 | 72–65  | 78–102 | 72–83  | 82–77  | 105–94 | 86–69 | 84–79 | 82–78 | 74–80 | 82–74 | 82–63  | 82–76   | 69–77 |
| Dominion Bilbao Basket | 89–61  | 71–82   |       | 73–67  | 95–92 | 92–66  | 90–74  | 83–101 | 86–77  | 93–75  | 73–54 | 84–72 | 64–63 | 89–79 | 70–58 | 82–74  | 93–94   | 82–80 |
| F. C. Barcelona        | 99–83  | 90–67   | 80–73 |        | 82–83 | 71–58  | 80–61  | 87–79  | 101–53 | 87–65  | 88–82 | 84–74 | 76–62 | 76–68 | 79–57 | 90–70  | 114–110 | 76–57 |
| FIATC Joventut         | 75–64  | 73–67   | 85–79 | 61–99  |       | 91–66  | 81–79  | 88–85  | 82–63  | 83–82  | 85–65 | 67–82 | 65–60 | 80–81 | 72–78 | 77–54  | 82–74   | 91–95 |
| Gipuzkoa Basket        | 67–69  | 61–76   | 80–67 | 43–57  | 63–66 |        | 72–74  | 77–76  | 82–75  | 66–95  | 74–86 | 67–64 | 76–82 | 76–90 | 97–94 | 67–70  | 72–76   | 69–67 |
| Herbalife Gran Canaria | 71–70  | 85–67   | 60–70 | 76–70  | 79–77 | 71–70  |        | 79–64  | 75–81  | 93–77  | 88–77 | 90–81 | 79–63 | 80–88 | 72–57 | 80–92  | 67–74   | 90–76 |
| Iberostar Tenerife     | 82–61  | 66–67   | 68–85 | 66–80  | 89–83 | 77–68  | 71–68  |        | 66–62  | 91–56  | 99–74 | 83–56 | 81–74 | 82–93 | 77–53 | 78–72  | 71–89   | 74–81 |
| La Bruixa d'Or Manresa | 72–78  | 57–73   | 76–77 | 69–88  | 79–84 | 64–79  | 73–81  | 75–73  |        | 64–71  | 68–53 | 88–80 | 81–75 | 66–83 | 78–59 | 80–68  | 80–76   | 78–77 |
| Laboral Kutxa Baskonia | 100–60 | 73–45   | 86–74 | 103–94 | 87–68 | 79–62  | 109–70 | 84–74  | 87–67  |        | 77–71 | 89–74 | 94–59 | 94–81 | 85–77 | 77–85  | 79–88   | 94–88 |
| Montakit Fuenlabrada   | 82–81  | 67–69   | 85–91 | 64–79  | 73–77 | 65–76  | 65–76  | 83–66  | 90–64  | 91–83  |       | 88–65 | 93–84 | 94–96 | 82–88 | 66–71  | 75–78   | 64–87 |
| MoraBanc Andorra       | 89–65  | 72–59   | 75–76 | 56–71  | 84–81 | 77–88  | 91–86  | 73–58  | 80–64  | 87–85  | 91–85 |       | 81–76 | 70–79 | 65–74 | 68–74  | 74–77   | 64–65 |
| Movistar Estudiantes   | 65–82  | 66–61   | 83–77 | 102–96 | 78–75 | 91–74  | 84–75  | 66–79  | 78–73  | 86–76  | 86–79 | 58–55 |       | 89–84 | 79–57 | 90–79  | 78–85   | 76–81 |
| Real Madrid            | 87–81  | 89–71   | 78–52 | 91–78  | 90–88 | 86–70  | 70–57  | 94–85  | 80–90  | 75–74  | 86–69 | 84–83 | 92–66 |       | 91–73 | 90–65  | 92–77   | 90–71 |
| Río Natura Monbús      | 88–77  | 77–69   | 77–72 | 79–67  | 67–71 | 85–69  | 80–68  | 63–82  | 88–64  | 74–81  | 75–63 | 78–73 | 60–59 | 76–85 |       | 104–52 | 78–66   | 62–73 |
| UCAM Murcia            | 98–68  | 71–75   | 91–65 | 64–76  | 70–77 | 99–68  | 85–89  | 104–81 | 83–72  | 93–88  | 82–69 | 73–77 | 79–65 | 86–79 | 68–64 |        | 86–96   | 85–76 |
| Unicaja Málaga         | 82–76  | 86–90   | 86–74 | 61–74  | 81–77 | 74–59  | 77–68  | 84–68  | 81–65  | 76–74  | 72–63 | 83–69 | 66–62 | 99–92 | 80–69 | 80–56  |         | 89–85 |
| Valencia Basket        | 96–73  | 106–109 | 73–78 | 93–73  | 83–66 | 109–86 | 101–92 | 98–80  | 84–81  | 85–70  | 89–76 | 95–91 | 84–67 | 87–99 | 81–64 | 81–63  | 64–75   |       |

### Evolución de la clasificación
| Equipo \ Jornada            | 1           | 2  | 3  | 4  | 5  | 6  | 7  | 8  | 9  | 10 | 11 | 12 | 13 | 14 | 15 | 16 | 17 | 18 | 19 | 20 | 21 | 22 | 23 | 24 | 25 | 26 | 27 | 28 | 29 | 30 | 31 | 32 | 33 | 34 |   |
| --------------------------- | ----------- | -- | -- | -- | -- | -- | -- | -- | -- | -- | -- | -- | -- | -- | -- | -- | -- | -- | -- | -- | -- | -- | -- | -- | -- | -- | -- | -- | -- | -- | -- | -- | -- | -- | - |
| Equipo \ Jornada            | Real Madrid | 6  | 2  | 3  | 3  | 2  | 1  | 1  | 1  | 1  | 1  | 3  | 1  | 3  | 3  | 2  | 2  | 2  | 2  | 2  | 2  | 2  | 2  | 1  | 1  | 2  | 2  | 2  | 2  | 1  | 1  | 1  | 1  | 1  | 1 |
| F. C. Barcelona             | 2           | 1  | 1  | 1  | 3  | 2  | 2  | 2  | 2  | 3  | 2  | 3  | 2  | 2  | 5  | 5  | 5  | 5  | 5  | 4  | 3  | 3  | 3  | 3  | 3  | 3  | 3  | 3  | 3  | 3  | 3  | 3  | 2  | 2  |   |
| Unicaja Málaga              | 5           | 3  | 2  | 2  | 1  | 3  | 3  | 3  | 3  | 2  | 1  | 2  | 1  | 1  | 1  | 1  | 1  | 1  | 1  | 1  | 1  | 1  | 2  | 2  | 1  | 1  | 1  | 1  | 2  | 2  | 2  | 2  | 3  | 3  |   |
| Dominion Bilbao Basket      | 3           | 4  | 4  | 7  | 4  | 4  | 4  | 4  | 4  | 4  | 4  | 5  | 5  | 4  | 3  | 3  | 4  | 3  | 3  | 3  | 4  | 4  | 4  | 4  | 4  | 4  | 4  | 4  | 4  | 5  | 4  | 5  | 4  | 4  |   |
| Valencia Basket             | 12          | 7  | 6  | 4  | 6  | 5  | 5  | 9  | 8  | 6  | 6  | 6  | 6  | 6  | 6  | 6  | 6  | 6  | 6  | 6  | 6  | 6  | 6  | 7  | 7  | 7  | 6  | 6  | 5  | 4  | 5  | 4  | 5  | 5  |   |
| Laboral Kutxa Baskonia      | 17          | 16 | 15 | 12 | 11 | 12 | 10 | 11 | 11 | 11 | 11 | 11 | 9  | 11 | 10 | 11 | 9  | 9  | 9  | 7  | 7  | 8  | 8  | 6  | 6  | 5  | 7  | 5  | 6  | 6  | 6  | 7  | 7  | 6  |   |
| FIATC Joventut              | 9           | 6  | 8  | 9  | 10 | 7  | 7  | 7  | 5  | 5  | 5  | 4  | 4  | 5  | 4  | 4  | 3  | 4  | 4  | 5  | 5  | 5  | 5  | 5  | 5  | 6  | 5  | 7  | 7  | 7  | 7  | 6  | 6  | 7  |   |
| Herbalife Gran Canaria      | 13          | 11 | 13 | 15 | 14 | 11 | 12 | 12 | 12 | 12 | 12 | 12 | 11 | 8  | 8  | 7  | 7  | 7  | 7  | 8  | 8  | 9  | 9  | 9  | 9  | 9  | 9  | 9  | 9  | 9  | 8  | 8  | 8  | 8  |   |
| CAI Zaragoza                | 10          | 12 | 11 | 10 | 9  | 9  | 6  | 5  | 7  | 7  | 8  | 7  | 7  | 7  | 7  | 8  | 8  | 8  | 8  | 9  | 9  | 7  | 7  | 8  | 8  | 8  | 8  | 8  | 8  | 10 | 9  | 9  | 9  | 9  |   |
| UCAM Murcia                 | 8           | 5  | 9  | 5  | 7  | 6  | 9  | 6  | 9  | 10 | 9  | 8  | 8  | 10 | 9  | 10 | 11 | 11 | 12 | 12 | 11 | 11 | 11 | 11 | 10 | 11 | 12 | 12 | 11 | 11 | 11 | 10 | 10 | 10 |   |
| Iberostar Tenerife          | 7           | 10 | 7  | 8  | 5  | 8  | 11 | 8  | 10 | 8  | 10 | 9  | 10 | 12 | 12 | 12 | 12 | 12 | 10 | 10 | 10 | 10 | 10 | 10 | 11 | 12 | 10 | 10 | 10 | 8  | 10 | 11 | 11 | 11 |   |
| Río Natura Monbús Obradoiro | 1           | 9  | 5  | 6  | 8  | 10 | 8  | 10 | 6  | 9  | 7  | 10 | 12 | 9  | 11 | 9  | 10 | 10 | 11 | 11 | 12 | 12 | 12 | 12 | 12 | 10 | 11 | 11 | 12 | 12 | 12 | 12 | 12 | 12 |   |
| Movistar Estudiantes        | 4           | 8  | 10 | 11 | 12 | 14 | 14 | 14 | 14 | 13 | 13 | 13 | 14 | 14 | 15 | 14 | 13 | 13 | 13 | 13 | 13 | 13 | 13 | 13 | 13 | 13 | 13 | 13 | 13 | 13 | 14 | 13 | 13 | 13 |   |
| MoraBanc Andorra            | 14          | 13 | 12 | 13 | 13 | 13 | 13 | 13 | 13 | 14 | 14 | 14 | 13 | 13 | 13 | 15 | 15 | 15 | 15 | 15 | 17 | 15 | 16 | 15 | 15 | 15 | 15 | 15 | 14 | 14 | 13 | 14 | 14 | 14 |   |
| Baloncesto Sevilla          | 11          | 17 | 17 | 18 | 18 | 18 | 15 | 15 | 16 | 16 | 16 | 17 | 18 | 18 | 18 | 18 | 18 | 18 | 18 | 17 | 15 | 16 | 18 | 17 | 16 | 17 | 16 | 16 | 16 | 15 | 16 | 15 | 15 | 15 |   |
| La Bruixa d'Or Manresa      | 18          | 18 | 18 | 16 | 16 | 16 | 17 | 18 | 18 | 18 | 18 | 18 | 17 | 16 | 16 | 17 | 16 | 16 | 16 | 16 | 18 | 18 | 17 | 18 | 17 | 16 | 17 | 17 | 17 | 18 | 17 | 17 | 17 | 16 |   |
| Gipuzkoa Basket             | 15          | 15 | 16 | 17 | 17 | 17 | 18 | 16 | 15 | 15 | 15 | 16 | 15 | 15 | 14 | 13 | 14 | 14 | 14 | 14 | 14 | 14 | 14 | 14 | 14 | 14 | 14 | 14 | 15 | 16 | 15 | 16 | 16 | 17 |   |
| Montakit Fuenlabrada        | 16          | 14 | 14 | 14 | 15 | 15 | 16 | 17 | 17 | 17 | 17 | 15 | 16 | 17 | 17 | 16 | 17 | 17 | 17 | 18 | 16 | 17 | 15 | 16 | 18 | 18 | 18 | 18 | 18 | 17 | 18 | 18 | 18 | 18 |   |

### Playoffs por el título
|  | Cuartos de final | Cuartos de final       | Cuartos de final | Cuartos de final | Cuartos de final |    |                | Semifinales | Semifinales | Semifinales | Semifinales | Semifinales | Semifinales | Semifinales |  |   | Finales     | Finales | Finales | Finales | Finales | Finales | Finales |  |
|  |                  |                        |                  |                  |                  |    |                |             |             |             |             |             |             |             |  |   |             |         |         |         |         |         |         |  |
|  |                  |                        |                  |                  |                  |    |                |             |             |             |             |             |             |             |  |   |             |         |         |         |         |         |         |  |
|  | 1                | Real Madrid            | 101              | 93               |                  |    |                |             |             |             |             |             |             |             |  |   |             |         |         |         |         |         |         |  |
|  | 1                | Real Madrid            | 101              | 93               |                  |    |                |             |             |             |             |             |             |             |  |   |             |         |         |         |         |         |         |  |
|  | 8                | Herbalife Gran Canaria | 74               | 86               |                  |    |                |             |             |             |             |             |             |             |  |   |             |         |         |         |         |         |         |  |
|  | 8                | Herbalife Gran Canaria | 74               | 86               |                  | 1  | Real Madrid    | 81          | 89          | 103         | 90          |             |             |             |  |   |             |         |         |         |         |         |         |  |
|  |                  |                        |                  |                  |                  | 1  | Real Madrid    | 81          | 89          | 103         | 90          |             |             |             |  |   |             |         |         |         |         |         |         |  |
|  |                  |                        | 5                | Valencia Basket  | 71               | 93 | 100            | 84          |             |             |             |             |             |             |  |   |             |         |         |         |         |         |         |  |
|  | 4                | Dominion Bilbao Basket | 5                | Valencia Basket  | 71               | 93 | 100            | 84          | 75          | 80          | 70          |             |             |             |  |   |             |         |         |         |         |         |         |  |
|  | 4                | Dominion Bilbao Basket |                  |                  |                  |    |                |             |             |             |             |             |             |             |  |   |             |         |         |         |         |         |         |  |
|  | 5                | Valencia Basket        | 91               | 76               | 71               |    |                |             |             |             |             |             |             |             |  |   |             |         |         |         |         |         |         |  |
|  | 5                | Valencia Basket        | 91               | 76               | 71               |    |                |             |             |             |             |             |             |             |  | 1 | Real Madrid | 78      | 100     | 90      |         |         |         |  |
|  |                  |                        |                  |                  |                  |    |                |             |             |             |             |             |             |             |  | 1 | Real Madrid | 78      | 100     | 90      |         |         |         |  |
|  |                  |                        | 2                | F. C. Barcelona  | 72               | 80 | 85             |             |             |             |             |             |             |             |  |   |             |         |         |         |         |         |         |  |
|  | 2                | F.C. Barcelona         | 2                | F. C. Barcelona  | 72               | 80 | 85             | 77          | 80          |             |             |             |             |             |  |   |             |         |         |         |         |         |         |  |
|  | 2                | F.C. Barcelona         |                  |                  |                  |    |                |             |             |             |             |             |             |             |  |   |             |         |         |         |         |         |         |  |
|  | 7                | FIATC Joventut         | 55               | 74               |                  |    |                |             |             |             |             |             |             |             |  |   |             |         |         |         |         |         |         |  |
|  | 7                | FIATC Joventut         | 55               | 74               |                  | 2  | F.C. Barcelona | 91          | 91          | 84          | 66          | 77          |             |             |  |   |             |         |         |         |         |         |         |  |
|  |                  |                        |                  |                  |                  | 2  | F.C. Barcelona | 91          | 91          | 84          | 66          | 77          |             |             |  |   |             |         |         |         |         |         |         |  |
|  |                  |                        | 3                | Unicaja Málaga   | 60               | 70 | 89             | 77          | 74          |             |             |             |             |             |  |   |             |         |         |         |         |         |         |  |
|  | 3                | Unicaja Málaga         | 3                | Unicaja Málaga   | 60               | 70 | 89             | 77          | 74          | 69          | 82          | 89          |             |             |  |   |             |         |         |         |         |         |         |  |
|  | 3                | Unicaja Málaga         |                  |                  |                  |    |                |             |             |             |             | 89          |             |             |  |   |             |         |         |         |         |         |         |  |
|  | 6                | Laboral Kutxa Baskonia | 55               | 92               | 77               |    |                |             |             |             |             |             |             |             |  |   |             |         |         |         |         |         |         |  |
|  | 6                | Laboral Kutxa Baskonia | 55               | 92               | 77               |    |                |             |             |             |             |             |             |             |  |   |             |         |         |         |         |         |         |  |
|  |                  |                        |                  |                  |                  |    |                |             |             |             |             |             |             |             |  |   |             |         |         |         |         |         |         |  |

### Clasificación final
| Pos | Equipo                      | J  | G  | P  | Clasificación             |
| --- | --------------------------- | -- | -- | -- | ------------------------- |
| 1   | Real Madrid                 | 43 | 35 | 8  | Campeón-Euroliga          |
| 2   | F. C. Barcelona             | 44 | 30 | 14 | Subcampeón-Euroliga       |
| 3   | Unicaja Málaga              | 42 | 29 | 13 | Semifinalistas-Euroliga   |
| 4   | Valencia Basket             | 41 | 23 | 18 | Semifinalistas-Eurocup    |
| 5   | Dominion Bilbao Basket      | 37 | 21 | 16 | Cuartos de final-Eurocup  |
| 6   | Laboral Kutxa Baskonia      | 37 | 20 | 17 | Cuartos de final-Euroliga |
| 7   | FIATC Joventut              | 36 | 19 | 17 | Cuartos de final          |
| 8   | Herbalife Gran Canaria      | 36 | 18 | 18 | Cuartos de final-Eurocup  |
| 9   | CAI Zaragoza                | 34 | 18 | 16 | -Eurocup                  |
| 10  | UCAM Murcia                 | 34 | 17 | 17 |                           |
| 11  | Iberostar Tenerife          | 34 | 16 | 18 |                           |
| 12  | Río Natura Monbús Obradoiro | 34 | 15 | 19 |                           |
| 13  | Movistar Estudiantes        | 34 | 14 | 20 |                           |
| 14  | Morabanc Andorra            | 34 | 12 | 22 |                           |
| 15  | Baloncesto Sevilla          | 34 | 12 | 22 |                           |
| 16  | La Bruixa d'Or Manresa      | 34 | 11 | 23 |                           |
| 17  | Gipuzkoa Basket             | 34 | 10 | 24 |                           |
| 18  | Montakit Fuenlabrada        | 34 | 8  | 26 |                           |

## Galardones

### MVPOrange
| Pos | Jugador      | Equipo      | Ref   |
| --- | ------------ | ----------- | ----- |
| AP  | Felipe Reyes | Real Madrid | [ 2 ] |

### MVP de las Finales
| Pos | Jugador      | Equipo      | Ref   |
| --- | ------------ | ----------- | ----- |
| E   | Sergio Llull | Real Madrid | [ 3 ] |

### Mejor Quinteto
| Pos | Jugador         | Equipo                 | Ref   |
| --- | --------------- | ---------------------- | ----- |
| B   | Jayson Granger  | Unicaja Málaga         | [ 4 ] |
| E   | Sergio Llull    | Real Madrid            | [ 4 ] |
| A   | Pau Ribas       | Valencia Basket        | [ 4 ] |
| AP  | Felipe Reyes    | Real Madrid            | [ 4 ] |
| P   | Marko Todorović | Dominion Bilbao Basket | [ 4 ] |

### Mejor Jugador Joven
| Pos | Jugador   | Equipo          | Ref   |
| --- | --------- | --------------- | ----- |
| A   | Dani Díez | Gipuzkoa Basket | [ 5 ] |

### Mejor Quinteto Joven
| Pos | Jugador            | Equipo             | Ref   |
| --- | ------------------ | ------------------ | ----- |
| B   | Guillem Vives      | Valencia Basket    | [ 6 ] |
| E   | Álex Abrines       | F. C. Barcelona    | [ 6 ] |
| A   | Dani Díez          | Gipuzkoa Basket    | [ 6 ] |
| AP  | Kristaps Porziņģis | Baloncesto Sevilla | [ 6 ] |
| P   | Willy Hernangómez  | Baloncesto Sevilla | [ 6 ] |

### PremioEndesa
| Pos | Jugador      | Equipo      | Ref   |
| --- | ------------ | ----------- | ----- |
| AP  | Felipe Reyes | Real Madrid | [ 7 ] |

### PremioKIAal Jugador más Espectacular
| Pos | Jugador            | Equipo                 | Ref   |
| --- | ------------------ | ---------------------- | ----- |
| P   | Latavious Williams | Dominion Bilbao Basket | [ 8 ] |

### PremioBifrutasal mejor pasador
| Pos | Jugador      | Equipo          | Ref   |
| --- | ------------ | --------------- | ----- |
| B   | Jared Jordan | Gipuzkoa Basket | [ 9 ] |

### PremioPlátano de Canariasal Mejor Triplista
| Pos | Jugador          | Equipo                      | Ref    |
| --- | ---------------- | --------------------------- | ------ |
| E   | Alberto Corbacho | Río Natura Monbús Obradoiro | [ 10 ] |

### Mejor Entrenador
| Entrenador | Equipo      | Ref    |
| ---------- | ----------- | ------ |
| Pablo Laso | Real Madrid | [ 11 ] |

### Jugador de la jornada
| Jornada | Jugador                   | Equipo                          | Valoración                                                  |
| ------- | ------------------------- | ------------------------------- | ----------------------------------------------------------- |
| 1       | Augusto Lima              | UCAM Murcia                     | 31 Archivado el 1 de julio de 2015 en Wayback Machine.      |
| 2       | Marko Todorovic           | Bilbao Basket                   | 31 Archivado el 2 de julio de 2015 en Wayback Machine.      |
| 3       | Thomas Schreiner          | MoraBanc Andorra                | 25 Archivado el 1 de julio de 2015 en Wayback Machine.      |
| 3       | Fran Vázquez              | Unicaja                         | 25 Archivado el 1 de julio de 2015 en Wayback Machine.      |
| 4       | Željko Šakić              | La Bruixa d'Or Manresa          | 34 Archivado el 2 de julio de 2015 en Wayback Machine.      |
| 5       | Dāvis Bertāns             | Laboral Kutxa Baskonia          | 28 Archivado el 1 de julio de 2015 en Wayback Machine.      |
| 6       | Eulis Báez                | Herbalife Gran Canaria          | 29 Archivado el 2 de julio de 2015 en Wayback Machine.      |
| 6       | Felipe Reyes              | Real Madrid                     | 29 Archivado el 2 de julio de 2015 en Wayback Machine.      |
| 7       | Maciej Lampe              | F. C. Barcelona                 | 31 Archivado el 1 de julio de 2015 en Wayback Machine.      |
| 8       | Ante Tomić                | F. C. Barcelona (2)             | 28 Archivado el 2 de julio de 2015 en Wayback Machine.      |
| 8       | Marko Todorovic (2)       | Bilbao Basket (2)               | 28 Archivado el 2 de julio de 2015 en Wayback Machine.      |
| 9       | Fabien Causeur            | Laboral Kutxa Baskonia (2)      | 27 Archivado el 22 de mayo de 2015 en Wayback Machine.      |
| 9       | Álex Abrines              | F. C. Barcelona (3)             | 27 Archivado el 22 de mayo de 2015 en Wayback Machine.      |
| 10      | Willy Hernangómez         | Baloncesto Sevilla              | 43 Archivado el 22 de mayo de 2015 en Wayback Machine.      |
| 11      | Tibor Pleiß               | F. C. Barcelona (4)             | 29 Archivado el 2 de julio de 2015 en Wayback Machine.      |
| 12      | Andy Panko                | Montakit Fuenlabrada            | 36 Archivado el 30 de diciembre de 2014 en Wayback Machine. |
| 13      | Fernando San Emeterio     | Laboral Kutxa Baskonia (3)      | 24 Archivado el 2 de julio de 2015 en Wayback Machine.      |
| 14      | Jayson Granger            | Unicaja (2)                     | 35 Archivado el 2 de julio de 2015 en Wayback Machine.      |
| 15      | Quino Colom               | Bilbao Basket (3)               | 26 Archivado el 2 de julio de 2015 en Wayback Machine.      |
| 16      | Jeleel Akindele           | Montakit Fuenlabrada (2)        | 32 Archivado el 2 de julio de 2015 en Wayback Machine.      |
| 17      | Colton Iverson            | Laboral Kutxa Baskonia (4)      | 29 Archivado el 1 de julio de 2015 en Wayback Machine.      |
| 18      | Marko Todorovic (3)       | Bilbao Basket (4)               | 28 Archivado el 1 de julio de 2015 en Wayback Machine.      |
| 19      | Mario Hezonja             | F. C. Barcelona (5)             | 29 Archivado el 14 de febrero de 2018 en Wayback Machine.   |
| 20      | Dani Díez                 | Gipuzkoa Basket                 | 36 Archivado el 22 de mayo de 2015 en Wayback Machine.      |
| 21      | Andy Panko (2)            | Montakit Fuenlabrada (2)        | 33 Archivado el 2 de julio de 2015 en Wayback Machine.      |
| 22      | Rudy Fernández            | Real Madrid (2)                 | 26 Archivado el 28 de mayo de 2015 en Wayback Machine.      |
| 22      | Vojdan Stojanovski        | MoraBanc Andorra (2)            | 26 Archivado el 28 de mayo de 2015 en Wayback Machine.      |
| 23      | Jeleel Akindele (2)       | Montakit Fuenlabrada (3)        | 35 Archivado el 28 de mayo de 2015 en Wayback Machine.      |
| 24      | Felipe Reyes (2)          | Real Madrid (3)                 | 31 Archivado el 28 de mayo de 2015 en Wayback Machine.      |
| 25      | Maxi Kleber               | Río Natura Monbús Obradoiro     | 45 Archivado el 25 de marzo de 2015 en Wayback Machine.     |
| 26      | Fernando San Emeterio (2) | Laboral Kutxa Baskonia (5)      | 30 Archivado el 28 de mayo de 2015 en Wayback Machine.      |
| 27      | Pau Ribas                 | Valencia Basket                 | 26 Archivado el 28 de mayo de 2015 en Wayback Machine.      |
| 28      | Fabien Causeur (2)        | Laboral Kutxa Baskonia (6)      | 32 Archivado el 1 de julio de 2015 en Wayback Machine.      |
| 29      | Pau Ribas (2)             | Valencia Basket (2)             | 30 Archivado el 28 de mayo de 2015 en Wayback Machine.      |
| 30      | Goran Suton               | FIATC Joventut                  | 30 Archivado el 28 de mayo de 2015 en Wayback Machine.      |
| 30      | Luka Bogdanovic           | MoraBanc Andorra (3)            | 30 Archivado el 28 de mayo de 2015 en Wayback Machine.      |
| 31      | Marko Todorović (4)       | Dominion Bilbao Basket (5)      | 27 Archivado el 27 de mayo de 2015 en Wayback Machine.      |
| 32      | Adam Waczyński            | Río Natura Monbús Obradoiro (2) | 30 Archivado el 20 de agosto de 2015 en Wayback Machine.    |
| 33      | Eulis Báez (2)            | Herbalife Gran Canaria (2)      | 29 Archivado el 28 de mayo de 2015 en Wayback Machine.      |
| 34      | Kim Tillie                | Laboral Kutxa Baskonia (7)      | 31 Archivado el 26 de mayo de 2015 en Wayback Machine.      |
| 34      | Augusto Lima (2)          | UCAM Murcia (2)                 | 31 Archivado el 26 de mayo de 2015 en Wayback Machine.      |

### Jugador del mes
| Mes       | Jornadas | Jugador             | Equipo                     | Valoración                                                  |
| 2014      | 2014     | 2014                | 2014                       | 2014                                                        |
| --------- | -------- | ------------------- | -------------------------- | ----------------------------------------------------------- |
| Octubre   | 1-4      | Blagota Sekulić     | Iberostar Tenerife         | 22,3 Archivado el 17 de enero de 2015 en Wayback Machine.   |
| Noviembre | 5-9      | Felipe Reyes        | Real Madrid                | 19,6 Archivado el 17 de enero de 2015 en Wayback Machine.   |
| Diciembre | 10-14    | Andy Panko          | Montakit Fuenlabrada       | 24,6 Archivado el 17 de enero de 2015 en Wayback Machine.   |
| 2015      |          |                     |                            |                                                             |
| Enero     | 15-18    | Jeleel Akindele     | Montakit Fuenlabrada (2)   | 23,0 Archivado el 5 de octubre de 2015 en Wayback Machine.  |
| Febrero   | 19-21    | Andy Panko (2)      | Montakit Fuenlabrada (3)   | 23,3 Archivado el 28 de febrero de 2015 en Wayback Machine. |
| Marzo     | 22–26    | Marko Todorović     | Dominion Bilbao Basket     | 20,6 Archivado el 2 de abril de 2015 en Wayback Machine.    |
| Abril     | 27–30    | Andy Panko (3)      | Montakit Fuenlabrada (4)   | 23,3 Archivado el 18 de mayo de 2015 en Wayback Machine.    |
| Mayo      | 31-34    | Marko Todorović (2) | Dominion Bilbao Basket (2) | 22,0 Archivado el 11 de agosto de 2015 en Wayback Machine.  |